# Univerzita Salcburk
Univerzita Parida z Lodronu v Salcburku či Salcburská univerzita (německy Universität Salzburg  nebo Paris-Lodron-Universität Salzburg, zkr. P.L.U.S., latinsky Universitas Paridiana Salburgensis) je největší a nejstarší vysoká škola v rakouském Salcburku. 

## Historie

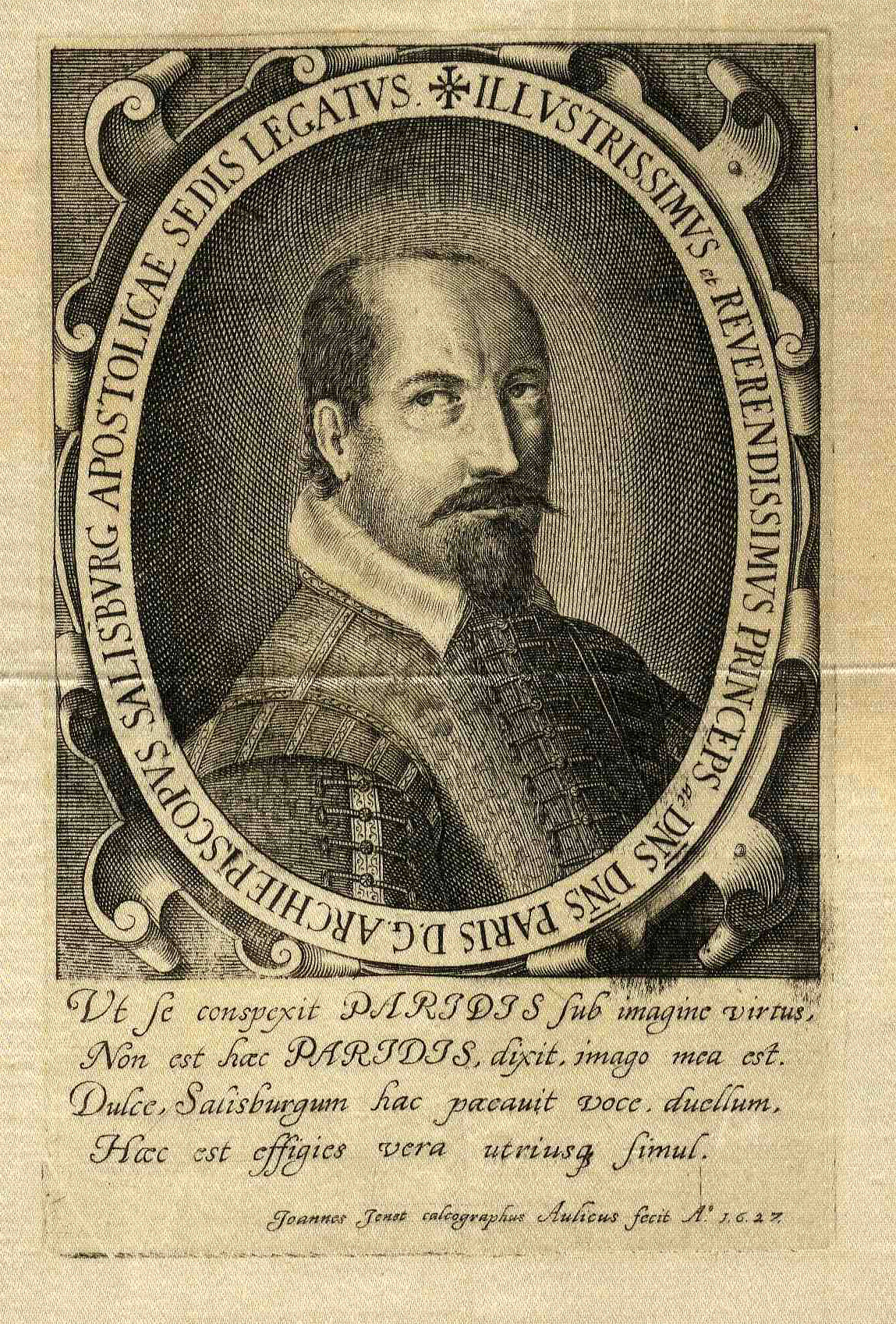
Zakladatel univerzity, kníže-arcibiskup Paris z Lodronu

Univerzitu při klášteře svatého Petra založil v roce 1622 salcburský arcibiskup a opat kláštera Paris z Lodronu. Univerzita byla úzce spajata s klášterem až do svého zrušení v roce 1810. 

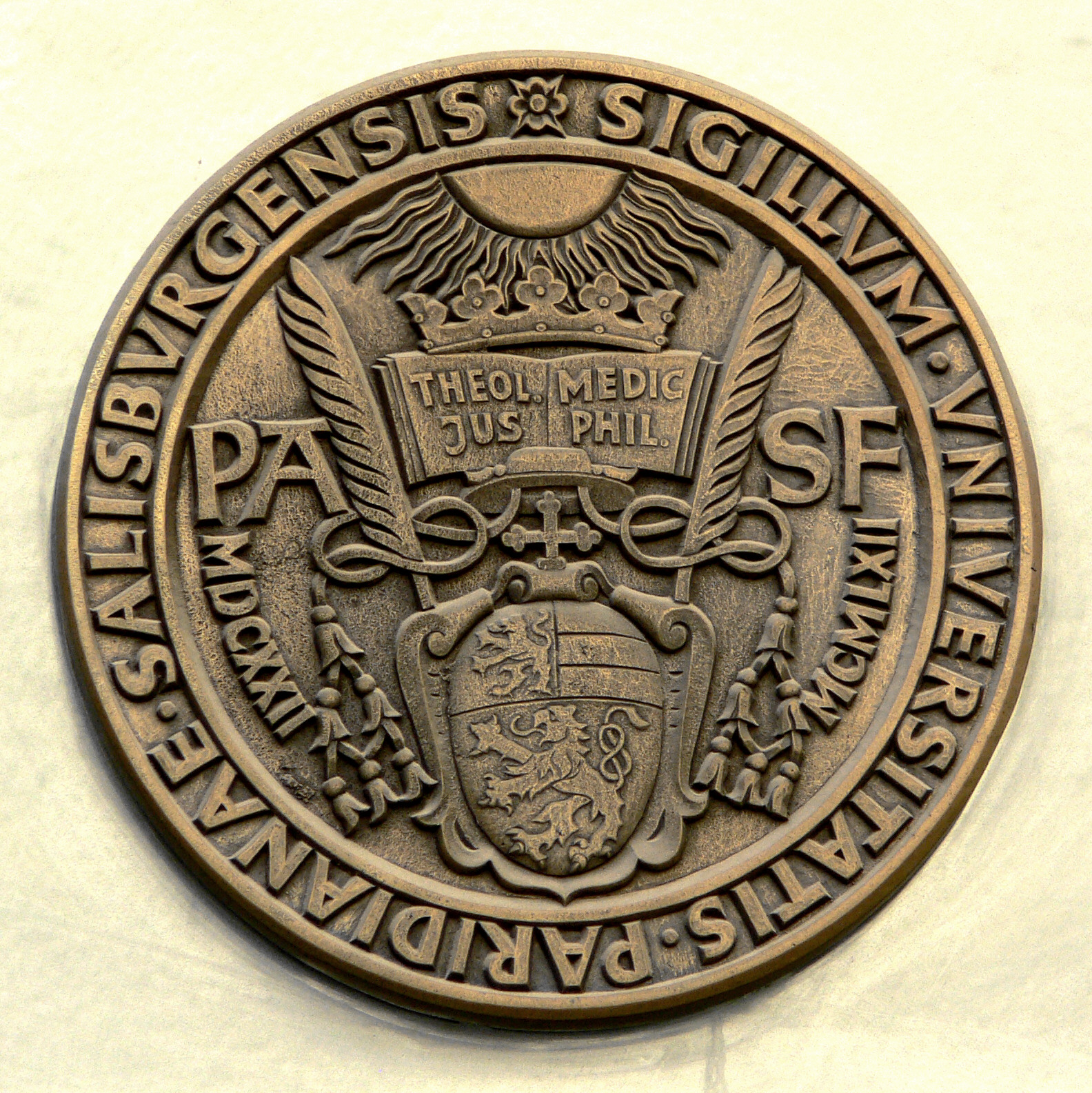
Pečeť univerzity nad vstupem do kapitulního domu

Opat Petra Klotze usiloval o znovuotevření katolické univerzity. V roce 1926 se mu podařilo založit Kollegium sv. Benedikta, což později vedlo ke znovuzaložení Salcburské univerzity roku 1962.
Univerzita se skládá ze čtyř fakult: katolicko-teologické, právnické, fakulty společenských věd a přírodovědecké. V zimním semestru 2014/2015 měla 18 000 studentů a 2800 vědeckých pracovníků. Podíl studentek je asi 60 %, cizinců 30 %.

## Významní absolventi
- Gabriele Burgstallerová (* 1963), politička
- Benita Ferrerová-Waldnerová (* 1948), politička
- Erich Hackl (* 1954), spisovatel
- Hieronymus II. Lindau, (1657–1719), opat
- Franziskus Klesin (1643–1708), opat
- Andreas Maislinger (* 1955), historik
- Tobias Regner (* 1982), zpěvák
- Paulus Maria Weigele (* 1943), opat
- Beda Werner (1673–1725), opat
- Prokop Diviš (1698–1765), kněz